# تولید قهوه در کلمبیا
تولید قهوه در کلمبیا به خاطر محصولات دانه‌های قهوه ملایم و متعادل معروف است. میزان متوسط تولید قهوه در کلمبیا، بالغ بر ۱۱٫۵ میلیون کیسه می‌باشد که بعد از برزیل و ویتنام، رتبه سوم بزرگ‌ترین تولید کنندهٔ قهوه در دنیا را به خود اختصاص داده است، هر چند از لحاظ تولید دانه عربیکا، رتبه برتر را نسبت به بقیه کشورها دارا می‌باشد. قهوه کلمبیا به ایالات متحده آمریکا، آلمان، فرانسه، ژاپن و ایتالیا صادر می‌شود.